# كورتيس روزفلت
كورتيس روزفلت (بالإنجليزية: Curtis Roosevelt)‏ (و. 1930 – م) هو صحفي، وكاتب أمريكي.

## التعليم
تعلم في جامعة كولومبيا.